# يو إف سي 69
يو إف سي 69: ركلات الترجيح (بالإنجليزية: UFC 69: Shootout)‏ هو حدث لفنون القتال المختلطة نظمته يو إف سي، أُقيم في 7 أبريل 2007، على تويوتا سنتر في هيوستن، تكساس، الولايات المتحدة.